# Mariner of the Seas
La Mariner of the Seas è una delle cinque navi da crociera di classe Voyager di proprietà della Royal Caribbean International, è una delle più grandi della flotta ed è una delle navi passeggeri più grandi del mondo. È stata costruita da Finnyards Aker Yards a Turku, in Finlandia e ha fatto il suo viaggio inaugurale nel 2003. La Mariner of the Seas è attualmente capitanata da Flemming Nielsen. È stata ferma nel bacino di carenaggio per delle riparazioni, ma ha ripreso a navigare nel mar Mediterraneo ad aprile 2012.

## Interno della nave
La Mariner of the Seas ha 14 ponti, tre piscine grandi e sei piscine idromassaggio di varie dimensioni che restano aperte fino alle 23.00 circa. Prima della partenza, al ponte 10, è possibile vedere la sala di comando, che viene poi chiusa alla visione esterna appena prima della partenza. Al primo ponte è disponibile l'ambulatorio medico e un distributore di medicine contro i dolori che possono essere causati dall'aria condizionata. Il primo ponte è, inoltre, luogo di sbarco per le escursioni che permettono alla nave l'attracco diretto su banchina. Al secondo ponte si trovano solamente cabine, mentre al terzo c'è una grande area esterna per le passeggiate e punto di ritrovo per le prove di evacuazione o in caso di emergenza, oltre che al teatro che può ospitare fino a 1300 passeggeri. Il ponte 4, come il precedente, dispone di un ristorante a pagamento e di una pista di pattinaggio sul ghiaccio, detta Studio B, dove i passeggeri di età inferiore ai 18 anni possono pattinare se dispongono di pantaloni lunghi e calzini. Sul ponte 4 c'è inoltre lo studio fotografico e l'enorme casinò. Il ponte 5 è quello più pieno di vita: la Promenade, composta da vari negozi, (Negozio che vende articoli con il logo della nave e souvenirS, gioiellerie, una profumeria, un pub e un negozio di vestiti) ospita alcuni spettacoli e l'affollato bar aperto 24 ore su 24 che fornisce cibo e bevande. Lotus Lounge, sullo stesso piano, è il luogo dove si può ascoltare musica ed il primo giorno gli italiani possono ascoltare il benvenuto dato dai membri dell'equipaggio. È a tema cinese: le colonne ed i tappeti sono decorati con foglie di loto e alcune sculture di bronzo raffigurano imperatori cinesi e figure mitologiche. Il ponte 7 è fornito di biblioteca con volumi in inglese, francese, tedesco ed anche alcuni libri in cinese e giapponese. Il ponte 8 dispone di un Internet Point a pagamento. Nei ponti superiori si possono trovare un centro di bellezza, una palestra gratuita, il buffet (ponte 11), una sala giochi e lo sport deck, dove si svolgono le attività sportive. Sul ponte 12 si concentrano le attività per bambini piccoli ed adolescenti: la nursery, centri dagli 8 ai 12 anni ed altri che arrivano fino a 17.